# Les Désemparés (film, 1949)
Pour les articles homonymes, voir Les Désemparés.
Les Désemparés (The Reckless Moment) est un film américain réalisé par Max Ophüls, sorti en 1949.

## Synopsis
Son mari Tom étant sans cesse en déplacement, Lucia Harper vit avec ses deux enfants chez son beau-père. Sa fille Beatrice s'éprend d'un homme peu recommandable, Ted Darby. Cette relation inquiète, à juste titre, Lucia qui veut y mettre fin. Après une rencontre entre Beatrice et Darby, Lucia retrouve Darby mort. Pour protéger sa fille, elle fait disparaitre le corps et devient alors la proie d'un maître chanteur, Martin Donnelly...

## Fiche technique
- Titre : Les Désemparés
- Titre original : The Reckless Moment
- Réalisation : Max Ophüls, assisté d'Earl Bellamy
- Scénario : Henry Garson et Robert Soderberg d'après le roman Au pied du mur (The Blank Wall) d'Elisabeth Sanxay Holding
- Adaptation : Mel Dinelli et Robert E. Kent
- Direction musicale : Morris Stoloff
- Musique : Hans J. Salter
- Photographie : Burnett Guffey
- Montage : Gene Havlick
- Direction artistique : Cary Odell
- Décors : Frank Tuttle
- Costumes : Jean Louis
- Production : Walter Wanger
- Studio de production : Columbia Pictures
- Pays de production : États-Unis
- Format : Noir et blanc - Son : Mono (Western Electric Recording)
- Genre : Drame
- Durée : 82 minutes
- Date de sortie : 
  - États-Unis : 29 décembre 1949

## Distribution
Les voix françaises indiquées ci-dessous proviennent d'un doublage tardif.
- James Mason (VF : Guy Chapellier) : Martin Donnelly
- Joan Bennett (VF : Caroline Beaune) : Lucia Harper
- Geraldine Brooks (VF : Marie-Eugénie Maréchal) : Beatrice Harper
- Shepperd Strudwick (VF : Éric Legrand) : Ted Darby
- Henry O'Neill (VF : Marc Cassot) : M. Harper, le beau-père de Lucia
- David Bair (VF : Maël Davan-Soulas) : David Harper
- Frances E. Williams (VF : Martine Maximin) : Sybil
- Roy Roberts (VF : Jacques Frantz) : Nagel
- William Schallert : le lieutenant
- Ann Shoemaker : Mrs. Feller
- Pat O'Malley : un garde à la banque
- Danny Jackson : le batteur
- Claire Carleton : la femme blonde
- Billy Snyder : le joueur
- Peter Brocco : le barman
- Karl 'Killer' Davis : le lutteur
- Joe Palma : le joueur de cartes
- Paul E. Burns : l'employé de bureau
- Everett Glass : un employé du magasin
- John Butler : le prêteur sur gage
- Kathryn Card : Mrs. Loring
- Penny O'Connor : Liza
- Sharon Monaghan : Bridget
- Charles Marsh : le journaliste
- Boyd Davis : l'homme de grande taille
- Louis Mason : Mike
- Bruce Gilbert Norman : Dennie
- Charles Evans : l'employé de banque
- Jessie Arnold : la vieille dame
- Pat Barton : la réceptionniste
- Buddy Gorman : un employé du magasin
- Harry Harvey : un employé des postes
- Norman Leavitt : un employé des postes
- Mike Mahoney : un policier
- John Monaghan : un policier
- Glenn Thompson : un policier
- Dorothy Phillips : une femme
- Celeste Savoi : la serveuse

## autour du film
- Dans son livre Max Ophüls, publié chez Seghers, en 1963, Claude Beylie fait remarquer : « Ophüls paraît s'orienter vers une crispation ultime de sa sensibilité, plongeant ses protagonistes dans un univers lugubre et ouaté, où le désespoir a tout recouvert, donjuanisme, amitié et bonheur familial y compris. La douce quiétude rhénane y est anéantie dans les arcanes du film noir. »